# Goły Wierch Rusinowy
Goły Wierch lub Goły Wierch Rusinowy (1206 m n.p.m.) – niewielkie wzniesienie na przedłużeniu północnego ramienia Gęsiej Szyi (1489 m n.p.m.), pomiędzy Rusinową Polaną ze strony zachodniej a Wierchporońcem i Łysą Polaną ze strony wschodniej. Na wierzchołku, po lewej stronie drogi z Wierchporońca, znajduje się mała polana, od której pochodzi nazwa.
Na Gołym Wierchu po południowo-wschodniej stronie szlaku stoi drewniany krzyż z napisem Królowi Ciszy. Został on umieszczony w 1970 r. przez poznańskiego księdza P. Zyberta wraz z grupą studentów w miejscu wcześniejszego, powalonego przez burzę w 1968 r. Zgodnie z tradycją pierwszy krzyż został postawiony na Gołym Wierchu pod koniec XIX wieku przez Stanisława Rusina w miejscu, w którym popełnione zostało morderstwo. Corocznie od 1973 r. 17 sierpnia pod krzyżem odprawiane są msze.
Goły Wierch przez geografów zaliczany jest jeszcze do Tatr, po jego północnej stronie zazwyczaj prowadzi się granicę między Tatrami a Pogórzem Bukowińskim.
Poniżej szczytu Gołego Wierchu znakowany szlak (tzw. Siedlarska Droga) łączy się z niedostępną dla turystów Jaworzyńską Drogą, docierającą w rejonie Wierchporońca do Drogi Oswalda Balzera. Pomiędzy tymi drogami biegnie grzbiet Międzydrogi. Na wschód od wierzchołka, w kierunku Łysej Polany, rozciąga się Las Wapienny Piec.

## Szlaki turystyczne
– zielony z Wierchporońca przez Goły Wierch, Rusinową Polanę i Gęsią Szyję do Doliny Gąsienicowej. Czas przejścia z Wierchporońca na Rusinową Polanę: 1 h, ↓ 45 min